# Chalara populi
Chalara populi är en svampart som beskrevs av Veldeman ex Kiffer & Delon 1983. Chalara populi ingår i släktet Chalara, divisionen sporsäcksvampar och riket svampar.   Inga underarter finns listade i Catalogue of Life.